# Берлінська угода чотирьох держав

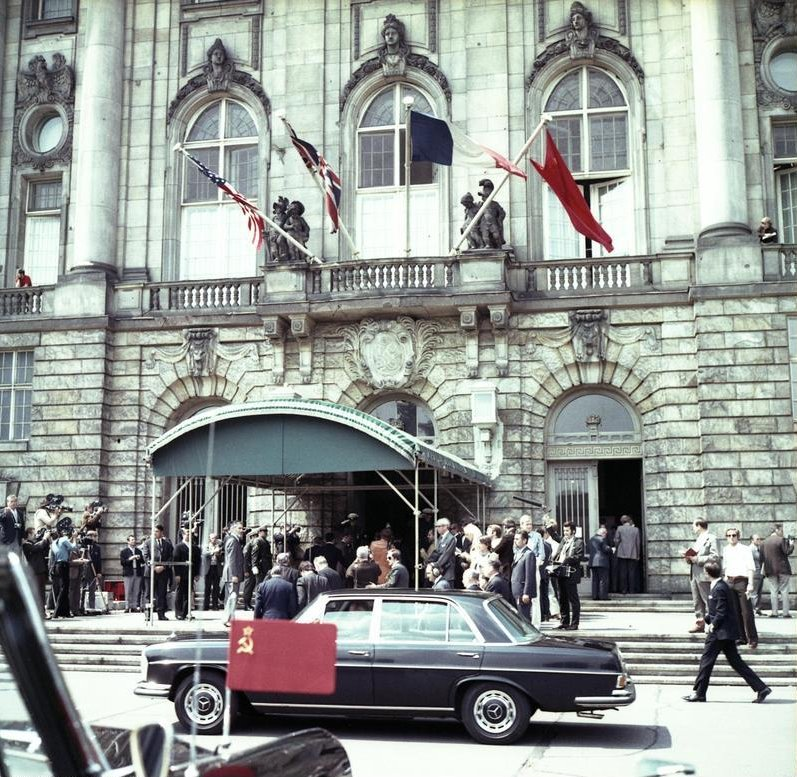
Прибуття чотирьох міністрів закордонних справ до будівлі штаб-квартири Контрольної ради союзників для підписання підсумкового протоколу 3 червня 1972 р.

Берлінська угода чотирьох держав, також відома як Берлінська Угода або Чотиристороння угода щодо Берліна, була узгоджена 3 вересня 1971 року чотирма союзниками часів Другої світової війни, яких представляли їх посли. Чотири міністри закордонних справ — Сер Александр Дуглас-Г'юм з Великої Британії, Андрій Громико з Радянського Союзу, Моріс Шуман з Франції та Вільям П. Роджерс зі Сполучених Штатів — підписали угоду і ввели її в дію під час церемонії в Берліні 3 червня 1972 року. Угода не була договором і не вимагала офіційної ратифікації.

## Огляд

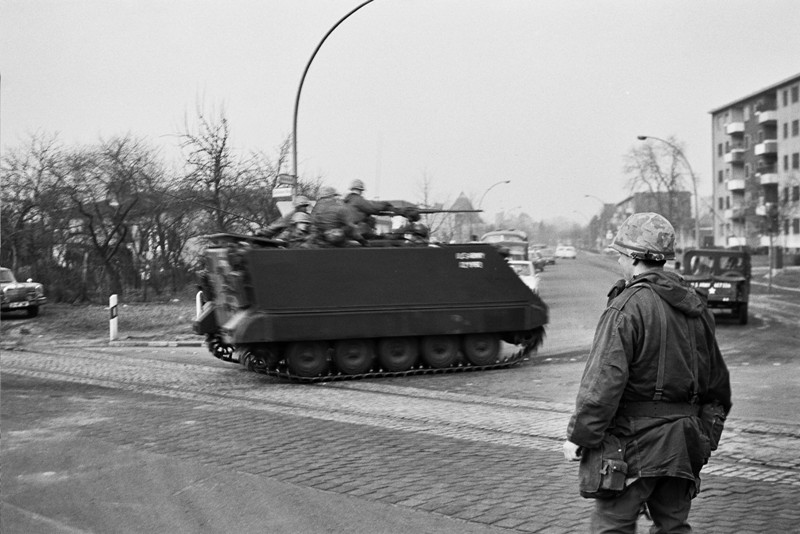
У 1969 році війська Берлінської бригади армії США з гуркотом пробиваються вранці в годину пік у житловому районі Целендорф, як звичайне нагадування про те, що Берлін усе ще законно окупований переможцями Другої світової війни.

Підтверджуючи існування прав і обов'язків Чотирьох Держав щодо майбутнього Берліна і всієї Німеччини після 1945 року, які радянська сторона раніше стверджувала, що вони відмовилися від них (внаслідок берлінської кризи 1959-1962 років), Угода заклала основу для серії східно-західних угод, які розпочали період, який зазвичай називають розрядкою. Вона також відновила зв'язки між Східним і Західним Берліном, поліпшила можливості подорожувати та зв'язки між двома частинами міста і призвела до численних поліпшень для мешканців Західних секторів.
Для досягнення таких поліпшень було спеціально залишено неоднозначним остаточне політичне визначення статусу Берліна, зберігши при цьому відмінні правові позиції обох сторін.
Чотиристоронню Угоду було складено англійською, французькою та російською мовами, всі тексти мають однакову важливість". Отже, немає офіційного тексту німецькою мовою. Переклади, які використовувалися тодішніми двома німецькими державами, мали деякі відмінності. 
Після набрання чинності угодою, Радянський Союз використовував це неявне формулювання в намаганні розслабити зв'язки Західного Берліна з Федеративною Республікою Німеччиною. Проте угода значно сприяла зменшенню напруги між Сходом і Заходом щодо Берліна і розширеним контактам між двома частинами Німеччини. Таким чином, вона зробила важливий внесок у процес, що призвів до об'єднання Німеччини в 1990 році.
Разом зі Спільною угодою, Основний Договір (нім. Grundlagenvertrag) (у дії з червня 1973 року) визнавав існування двох німецьких держав, і обидві країни зобов'язувалися поважати суверенітет одна одної. Раніше обидві мали конкуруючі і змінювані претензії на статус єдиної законної німецької держави. Згідно з умовами договору, передбачався обмін дипломатичними місіями та встановлення комерційних, туристичних, культурних і комунікаційних відносин. Згідно з угодою та договором, у вересні 1973 року обидві німецькі держави вступили в Організацію Об'єднаних Націй.
Ці договори були частиною серії проривних міжнародних угод, які деякі вбачали як формалізацію поділу Європи в період "холодної війни", тоді як інші бачили це як початок процесу, який призвів до закінчення "холодної війни". М. Е. Саротт писав у 2001 році, що «...попри всі побоювання, обом сторонам вдалося укласти багато угод у результаті діалогу про розрядку». 
Частина II угоди зазначала, що дальший розвиток відносин між Федеративною Республікою Німеччиною і Західним Берліном, де Західний Берлін не був частиною Федеративної Республіки у визначенні конститутивної частини Федеративної Республіки та не міг керуватися федеральним урядом. Одночасно, фактично, хоч і не було зареєстровано офіційно, було встановлено, що дальший розвиток відносин між Німецькою Демократичною Республікою і Східним Берліном, де Східний Берлін також не був частиною Німецької Демократичної Республіки в смислі конститутивної частини та не керувався НДР.

## Дивись також
- Московський договір (1970)
- Варшавський договір (1970)
- Основний договір 1972 року
- Угода про транзит (1972)
- Потсдамська конференція
- Договір про остаточне врегулювання щодо Німеччини
- Steinstücken

## Виноски
1. ↑  Sarotte, M. E. Dealing with the Devil: East Germany, Detente & Ostpolitik, 1969-73 (вид. paperback). Chapel Hill, North Carolina: The University of North Carolina Press. с. 164.

## Зовнішні посилання
- Text des Viermächte-Abkommens Електронний текст угоди німецькою мовою
- Ostpolitik: Чотиристороння угода від 3 вересня 1971 р. Посольство США в Німеччині
- Конвенція про привілеї та імунітети Організації Об’єднаних Націй, Примітка 4, надає детальну інформацію про вплив цієї Угоди на оцінку Східної та Західної Німеччини цієї Конвенції та інших міжнародних договорів, які вплинули на міжнародний статус Західного Берліна.
- Місце переговорів чотирьох держав щодо статусу Берліна. Серія фотографій із сесій договорів 1970 року.